# Rugby-League-Weltmeisterschaft 1957
Die zweite Rugby-League-Weltmeisterschaft fand 1957 in Australien statt. An ihr nahmen vier Mannschaften teil und die Spiele wurden in den australischen Städten Sydney und Brisbane ausgetragen.
Im Verlauf dieser Weltmeisterschaft dominierte die australische Mannschaft das Turnier und gewann alle Spiele, so dass kein Finale stattfand und Australien das erste Mal zum Weltmeister erklärt wurde.

## Mannschaften

### Australien
- Trainer: Herbert Richard „Dick“ Poole

| Name                  | Verein                   | Position                              |
| --------------------- | ------------------------ | ------------------------------------- |
| Keith Barnes          | Balmain Tigers           | Schlussmann                           |
| Brian Carlson         | North Sydney Bears       | Außendreiviertel, Schlussmann         |
| Alex Watson           | Western Suburbs Panthers | Außendreiviertel                      |
| Ian Moir              | South Sydney Rabbitohs   | Außendreiviertel                      |
| Herbert Richard Poole | Newtown Jets             | Innendreiviertel                      |
| Harry Wells           | Western Suburbs Magpies  | Innendreiviertel                      |
| Greg Hawick           | Wagga                    | Gedrängehalb                          |
| Brian Clay            | St. George Dragons       | Verbindungshalb, Dritte-Reihe-Stürmer |
| Ken McCaffery         | North Sydney Bears       | Verbindungshalb                       |
| Keith Victor Holman   | Western Suburbs Magpies  | Gedrängehalb                          |
| Ken Howard Kearney    | St. George Dragons       | Hakler                                |
| Bill Marsh            | Balmain Tigers           | Pfeiler                               |
| Brian Davies          | Past Brothers            | Pfeiler                               |
| Kel O’Shea            | Western Suburbs Magpies  | Zweite-Reihe-Stürmer                  |
| Norm Provan           | St. George Dragons       | Zweite-Reihe-Stürmer                  |
| Don Schofield         |                          | Dritte-Reihe-Stürmer                  |

### Frankreich
- Trainer: Jean Duhau

### Neuseeland
- Manager: Keith Blow (Canterbury)
- Trainer: Bill Telford (Auckland)

| Name                | Region     | Position             |
| ------------------- | ---------- | -------------------- |
| Pat Creedy          | Canterbury | Schlussmann          |
| Vern Bakalich       | Auckland   | Außendreiviertel     |
| Neville Denton      | Auckland   | Außendreiviertel     |
| Tom Hadfield        | Auckland   | Außendreiviertel     |
| Ron Ackland         | Auckland   | Innendreiviertel     |
| Bill Sorensen       | Auckland   | Innendreiviertel     |
| George P Turner     | Auckland   | Innendreiviertel     |
| George Menzies (vc) | West Coast | Verbindungshalb      |
| Sel Belsham         | Auckland   | Gedrängehalb         |
| Jock Butterfield    | Canterbury | Hakler               |
| Bill McLennan       | West Coast | Pfeiler              |
| Henry Maxwell       | Auckland   | Pfeiler              |
| Cliff Johnson       | Auckland   | Zweite-Reihe-Stürmer |
| Kevin Pearce        | Canterbury | Zweite-Reihe-Stürmer |
| Jim Riddell         | Auckland   | Zweite-Reihe-Stürmer |
| John Yates          | Auckland   | Zweite-Reihe-Stürmer |
| Rex Percy           | Auckland   | Dritte-Reihe-Stürmer |
| Keith Bell          | Auckland   | Ersatz               |

## Schiedsrichter
- Vic Belsham
- Darcy Lawler

Der Schiedsrichter Vic Belsham leitete insgesamt drei Spiele bei der Weltmeisterschaft 1957, darunter eines der neuseeländischen Nationalmannschaft, in der sein Bruder Sel Belsham mitspielte.

## Ergebnisse

### Erste Runde
| 15. Juni 14:30 | Frankreich     | 5 : 23 | Vereinigtes Königreich | Sydney Cricket Ground, Sydney Zuschauer: 50.077 Schiedsrichter: Darcy Lawler |
| 15. Juni 14:30 | (5:15) Bericht |        |                        | Sydney Cricket Ground, Sydney Zuschauer: 50.077 Schiedsrichter: Darcy Lawler |

| 15. Juni 15:00 | Australien | 25 : 5 | Neuseeland | Lang Park, Brisbane Zuschauer: 28.765 Schiedsrichter: Vic Belsham |
| 15. Juni 15:00 | Bericht    |        |            | Lang Park, Brisbane Zuschauer: 28.765 Schiedsrichter: Vic Belsham |

### Zweite Runde
| 17. Juni 14:30 | Australien     | 31 : 6 | Vereinigtes Königreich | Sydney Cricket Ground, Sydney Zuschauer: 58.655 Schiedsrichter: Vic Belsham |
| 17. Juni 14:30 | (10:6) Bericht |        |                        | Sydney Cricket Ground, Sydney Zuschauer: 58.655 Schiedsrichter: Vic Belsham |

| 17. Juni 20:00 | Frankreich    | 14 : 10 | Neuseeland | Lang Park, Brisbane Zuschauer: 28.000 Schiedsrichter: Darcy Lawler |
| 17. Juni 20:00 | (7:5) Bericht |         |            | Lang Park, Brisbane Zuschauer: 28.000 Schiedsrichter: Darcy Lawler |

### Dritte Runde
| 22. Juni 14:30 | Australien     | 26 : 9 | Frankreich | Sydney Cricket Ground, Sydney Zuschauer: 35.158 Schiedsrichter: Vic Belsham |
| 22. Juni 14:30 | (13:4) Bericht |        |            | Sydney Cricket Ground, Sydney Zuschauer: 35.158 Schiedsrichter: Vic Belsham |

| 25. Juni 15:30 | Neuseeland      | 29 : 21 | Vereinigtes Königreich | Sydney Cricket Ground, Sydney Zuschauer: 14.263 Schiedsrichter: Darcy Lawler |
| 25. Juni 15:30 | (15:13) Bericht |         |                        | Sydney Cricket Ground, Sydney Zuschauer: 14.263 Schiedsrichter: Darcy Lawler |

### Abschlusstabelle
| Platz | Mannschaft             | Spiele | G | U | V | P+ | P- | Diff. | Punkte |
| ----- | ---------------------- | ------ | - | - | - | -- | -- | ----- | ------ |
| 1     | Australien             | 3      | 3 | 0 | 0 | 82 | 20 | +62   | 6      |
| 2     | Vereinigtes Königreich | 3      | 1 | 0 | 2 | 50 | 65 | −15   | 2      |
| 3     | Neuseeland             | 3      | 1 | 0 | 2 | 44 | 60 | −16   | 2      |
| 4     | Frankreich             | 3      | 1 | 0 | 2 | 28 | 59 | −31   | 2      |